# Ностратические словари
Ностратические словари — издания, обобщающие результаты лингвистических исследований по реконструкции словарного состава ностратического языка — гипотетического предка языков нескольких крупных языковых семей Евразии. Распад ностратической общности, как предполагают сторонники гипотезы, произошел не менее 10 тыс. лет назад. Так как нет никаких достоверных свидетельств, позволяющих предположить для этого времени существование письменности, то единственным способом исследования праязыка остаётся сравнительный метод.

## Существующие словари
В ряде работ с начала XX века предлагались списки сопоставляемых лексем из различных языковых семей. Однако первую подробную реконструкцию предложил в середине 1960-х годов В. М. Иллич-Свитыч. Три тома словаря, оставшегося незавершённым из-за ранней смерти автора, были опубликованы в 1971—1984 годах.
Широко признано, что работа Иллич-Свитыча стимулировала дальнейшие компаративистские исследования. Но при этом значительная часть учёных отнеслись к ней скептически, ставя под сомнение саму возможность таких глубоких реконструкций.
Американский учёный Аллан Бомхард (р. 1943) опубликовал первое издание своего словаря в 1994 году, оно включало 601 лексему (при этом из 378 слов, приведённых Иллич-Свитычем, у Бомхарда встречается лишь 117). Работа Бомхарда спорна на всех уровнях (фонологическом, лексическом и семантическом), на которых обнаруживает расхождения как с реконструкцией Иллич-Свитыча, так и других авторов. Второе, более объёмное издание словаря Бомхарда вышло в 2008 году.
Третий и самый крупный из существующих словарей, работа над которым велась А. Б. Долгопольским с 1960-х годов, был завершён в 2008 году. Он включает почти 3000 лексем.

## Пример реконструкции
Ностратический корень *buRV «буря, бурный ветер»:
- праиндоевропейское *bher, отсюда рус. буря,
- прауральское *purka, отсюда заимствованное из финского рус. пурга,
- праалтайское *bu|orVKV, отсюда заимствованное из тюркских рус. буран,
- встречается также в ряде афразийских языков со значением «песчаная буря».